# ニコラ・イシマ＝ミラン
ニコラ・イシマ＝ミラン（Nicolas Isimat-Mirin, 1991年11月15日 - ）は、フランス・ムードン出身のサッカー選手。ポジションはDF。SBVフィテッセ所属。

## 経歴
2004年からフランスサッカー学院（INF／クレールフォンテーヌ）で英才教育を受け、スタッド・レンヌユースを経て、2009年にヴァランシエンヌFCユースチームに移籍。2010年にトップチームに昇格した。
10月21日、クープ・ドゥ・ラ・リーグのニーム・オリンピック戦でプロデビューを果たした。
2013年、ASモナコに移籍し、2014年9月1日、オランダのPSVアイントホーフェンにレンタル移籍した。
2015年6月26日、PSVアイントホーフェンと2019年までの契約で完全移籍した。
2019年1月6日、ベシクタシュJKに移籍することが発表された。
2019年8月21日、トゥールーズFCに買取オプション付きの1シーズンのレンタル移籍で加入することが発表された。
2021年2月、スポルティング・カンザスシティに2年契約で移籍した。
2023年1月、SBVフィテッセに移籍した。

## 代表歴
フランス代表として各年代でプレーした。

## タイトル
クラブ
PSVアイントホーフェン
- エールディヴィジ 2014-15, 2015-16, 2017-18
- ヨハン・クライフ・スハール 2015, 2016